# Джейк Робертс
Авреліан Сміт молодший (нар. 30 травня 1955), більш відомий під ринговим ім'ям Джейк «Змій» Робертс — американський професійний реслер та актор. Наразі знаходиться на контракті з All Elite Wrestling (AEW), де він виступає менеджером Ленса Арчера, а також є спеціальним радником програми AEW з роботи з громадськістю «AEW Together». Він також підписав контракт легенди з WWE.
Найбільш відомий завдяки двом періодам виступів у Світовій Федерації Реслінгу (пізніше названій WWE): перший період — між 1986 і 1992 роками, другий — між 1996 і 1997 роками. Він виступав в Національному Альянсі Реслінгу в 1983 році, в World Championship Wrestling в 1992 році і в мексиканському промоушні Asistencia Asesoría y Administración в 1993—1994 роках і знову в 1997 році. Влітку 1997 року він з'явився в Extreme Championship Wrestling, а з 2006 по 2008 рік виступав у Total Nonstop Action Wrestling.
Протягом своєї кар'єри Робертс, якого часто вважають однією з найбільш знакових фігур професійного реслінгу, був відомий своїми промовами, темною харизмою, широким використанням психології у своїх матчах та інноваційним використанням заверщуючого прийому DDT (який пізніше був названий WWE «найкрутішим» прийомом усіх часів). Він часто приносив на ринг змій, найвідоміший з яких — пітон. Був одним з героїв документального фільму 1999 року Beyond the Mat.
У 2012 році він переїхав до колеги по реслінгу Даймонда Далласа Пейджа, щоб отримати допомогу в поверненні свого життя на правильний шлях після багатьох років алкогольної та наркотичної залежності. Цей етап життя висвітлений у документальному фільмі 2015 року The Resurrection of Jake the Snake. Джейк був включений до Зали Слави WWE 5 квітня 2014 року, а до Зали слави та музею професійного реслінгу — у 2020 році.